# Старая Кубань (река)
Старая Кубань — рукав Кубани в Анапском районе и Темрюкском районе Краснодарского края России. Находится в дельте Кубани. Длина реки — 28 км.

## География
Старая Кубань проистекает из Кубани, между хутором Малый Разнокол и, посёлком Стрелка, течёт к северо-западу между селом Джигинка и хутором Белый. Возле села Джигинка принимает в себя воды рисовых чек питаемых реками Уташ и Джига. В районе хутора Уташ отделяет от себя рукав Кубанка питающий Кизилташский лиман, а сама огибает лиман с востока и впадает в Чёрное море.

## История
Изначально Старая Кубань была одним из многочисленных рукавов обширной дельты Кубани, по которому воды текли непосредственно в Чёрное море.
После рукотворной коррекции русла Кубани, произведённой в конце XIX в, произошло осушение плавней, а Старая Кубань заилилась и заросла, практически исчезнув. Была восстановлена рукотворно, в XX в, в виде собственно Старой Кубани впадающей в Чёрное море и Якушкиного Гирла (Кубанки). Эти работы были произведены в рамках развития сети оросительных каналов, для мелиорации территории плавней и нужд рыбоводства.

## Значение
Обеспечивает мелиорацию плавней около села Джигинка и хутора Уташ и питает Кизилташский лиман. Обеспечивает водой рыбоводческие и рисоводческие хозяйства.